# 제8회 서울 국제 만화 애니메이션 페스티벌
제8회 서울 국제 만화 애니메이션 페스티벌은 2004년 8월 4일에 열린 시상식이다.

## 수상 및 후보

### 장편 - 그랑프리
- 왕후 심청 - 넬슨 신 수상

### 장편 - 우수상
- 백 투 가야 - 레나르드 프리츠 크라빙켈 수상

### 일반단편 - 그랑프리
- Jo Jo In the Stars - 마크 크레이스트 수상

### 일반단편 - 우수상
- 폭풍의 밤 - 미셸 르미외 수상

### 일반단편 - 심사위원 특별상
- 길 - 정민영 수상
- 디자이닝 베이비 - 필리프 그라마티코풀로스 수상

### 일반단편 - 관객상
- 볼록이 이야기 - 김진만 수상

### TV & 커미션드 - 심사위원 특별상
- 팻과 스탄 - 피에르 꼬팽 수상
- 잉글리쇼 - 홍석화 수상
- 간식시간 - 고블렝 학생팀 수상

### 인터넷 애니메이션 - 싸이월드 우수상
- 블루스 스토리 - 프랑수아 루 수상

### 인터넷 애니메이션 - 네티즌 초이스
- 삶 - 박형민 외1명 수상

### 인터넷 애니메이션 - 심사위원 특별상
- 드림어드림 - 이지수 수상
- 소녀의 꿈 - 염승일 수상